# Forty Licks
Forty Licks je dvostruki kompilacijski album grupe The Rolling Stones izdan 2002. godine. Obuhvaća 40 godina karijere jedne od najdugovječnijih rock grupa svih vremena. Album je bio izuzetno dobro prihvaćen te je diljem svijeta prodan u blizu 8 milijuna primjeraka. Na kompilaciji su zastupljene pjesme s gotovo svih studijskih albuma Stonesa, osim pjesama s The Rolling Stones No. 2, The Rolling Stones, Now! i Dirty Work. Kompilacija je obogaćena s četiri nove pjesme; Don't Stop, koja je izabrana kao singl, Keys to Your Love, Stealing My Heart i Losing My Touch. 

## Popis pjesama

### Disk 1
1. "Street Fighting Man" – 3:15
2. "Gimme Shelter" – 4:31
3. "(I Can't Get No) Satisfaction" – 3:43
4. "The Last Time" – 3:41
5. "Jumpin' Jack Flash" – 3:42
6. "You Can't Always Get What You Want" – 7:28
7. "19th Nervous Breakdown" – 3:56
8. "Under My Thumb" – 3:41
9. "Not Fade Away" – 1:48
10. "Have You Seen Your Mother, Baby, Standing in the Shadow?" – 2:35
11. "Sympathy for the Devil" – 6:17
12. "Mother's Little Helper" – 2:46
13. "She's a Rainbow" – 4:13
14. "Get off of My Cloud" – 2:55
15. "Wild Horses" – 5:43
16. "Ruby Tuesday" – 3:13
17. "Paint It, Black" – 3:44
18. "Honky Tonk Women" – 3:00
19. "It's All Over Now" – 3:26
20. "Let's Spend the Night Together"  – 3:26

### Disk 2
1. "Start Me Up" – 3:33
2. "Brown Sugar" – 3:50
3. "Miss You" – 3:35
4. "Beast of Burden" – 3:28
5. "Don't Stop" – 3:59
6. "Happy" – 3:05
7. "Angie" – 4:32
8. "You Got Me Rocking" – 3:34
9. "Shattered" – 3:46
10. "Fool to Cry" – 4:07
11. "Love Is Strong" – 3:48
12. "Mixed Emotions" – 4:01
13. "Keys to Your Love" – 4:11
14. "Anybody Seen My Baby?" – 4:08
15. "Stealing My Heart" – 3:42
16. "Tumbling Dice" – 3:47
17. "Undercover of the Night" – 4:13
18. "Emotional Rescue" – 3:41
19. "It's Only Rock 'n' Roll (But I Like It)" – 4:09
20. "Losing My Touch" – 5:06

## Top ljestvice

### Album
| Godina | Ljestvica         | Pozicija |
| ------ | ----------------- | -------- |
| 2002.  | UK Top 75 Albumi  | #2       |
| 2002.  | The Billboard 200 | #2       |

### Singlovi
| Godina | Singl        | Ljestvica              | Pozicija |
| ------ | ------------ | ---------------------- | -------- |
| 2002.  | "Don't Stop" | UK Top 75 Singlova     | #36      |
| 2002.  | "Don't Stop" | Mainstream Rock Tracks | #21      |

## Vanjske poveznice
- allmusic.com Forty Licks